# 紀元前825年
紀元前825年（きげんぜん825ねん）は、西暦による年。

## 他の紀年法
- 干支 : 丙子
- 中国
  - 周 - 宣王3年
  - 魯 - 武公元年
  - 斉 - 武公26年
  - 晋 - 釐侯16年
  - 秦 - 秦仲20年
  - 楚 - 熊相3年
  - 宋 - 恵公6年
  - 衛 - 釐侯30年
  - 陳 - 釐公7年
  - 蔡 - 夷侯13年
  - 曹 - 戴伯元年
  - 燕 - 釐侯2年
- 朝鮮
  - 檀紀1509年
- ユダヤ暦 : 2936年 - 2937年
- アッシリア暦 : 3926年
- 人類紀元 : 9176年

## 死去
- 斉の武公